# Штайн (Фюрстенфельд)
Штайн (Фюрстенфельд) (нем. Stein (Fürstenfeld)) — коммуна в Австрии, в федеральной земле Штирия. 
Входит в состав округа Фюрстенфельд.  Население составляет 493 человека (на 31 декабря 2005 года). Занимает площадь 7,33 км². 

## Политическая ситуация
Бургомистр коммуны — Йохан Фукс (АНП) по результатам выборов 2005 года.
Совет представителей коммуны (нем. Gemeinderat) состоит из 9 мест.
- АНП занимает 9 мест.